# Alexis Mitsuru Shirahama

Wappen von Alexis Mitsuru Shirahama

Alexis Mitsuru Shirahama PSS (jap. アレキシオ 白浜 満, Arekishio Shirahama Mitsuru; * 20. Mai 1962 in Shin-Uonome (heute: Shin-Kamigotō), Landkreis Minami-Matsuura, Japan) ist ein japanischer Ordensgeistlicher und römisch-katholischer Bischof von Hiroshima.

## Leben
Alexis Mitsuru Shirahama empfing am 19. März 1990 das Sakrament der Priesterweihe für das Erzbistum Nagasaki. 1993 trat er der Ordensgemeinschaft der Sulpizianer bei.
Am 28. Juni 2016 ernannte ihn Papst Franziskus zum Bischof von Hiroshima. Der Erzbischof von Osaka, Thomas Aquino Man’yō Maeda, spendete ihm am 19. September desselben Jahres die Bischofsweihe. Mitkonsekratoren waren der Erzbischof von Nagasaki, Joseph Mitsuaki Takami PSS, und der Bischof von Kyōto, Paul Yoshinao Ōtsuka.